# Mandriva Linux
Mandriva Linux e ГНУ/Линукс дистрибуция, разработвана от Mandriva S.A между 1998 и 2012 г. първоначално под името Mandrake Linux, а след април 2005 г под името Mandriva Linux. Официално поддръжката на дистрибуцията е прекратена през август 2011 г. След като Mandriva изоставя проекта, той e поет от асоциацията OpenMandriva и се развива под името OpenMandriva Lx.
Mandriva Linux е дистрибуция с общо предназначение, която е подходяща както за работни станции, мобилни компютри и нетбуци, така и за сървърни приложения и вградени устройства. Тя е една от най-лесните за ползване ГНУ/Линукс дистрибуции, имайки мощни графични инструменти за конфигурация и администриране на системата, каквито липсват в други линукс дистрибуции. Mandriva Linux е локализирана и преведена на над 70 езика, включително и на български език.

Mandriva Linux се разработва от френската фирма Mandriva, която е резултат от сливането на френската Mandrakesoft с бразилската Conectiva и поглъщането на американската Lycoris. Дистрибуцията има безплатни версии (MandrivaOne, Mandriva Free и andriva Dual (mini)), и платени версии (ML Powerpack+, ML Corporate Server ML Corporate Desktop), които съдържат приложения със затворен код. Новите свободно достъпни версии на Mandriva Linux излизат две седмици по-рано за членовете на клуба Mandriva, като членството се заплаща. През октомври 2006 новата версия Mandriva 2007.0 излиза по едно и също време за членове на клуба и за всички останали.
Първата версия на Mandriva излиза през юли 1998 г. под името Mandrake 5.1 Venice и е била базирана на RedHat. Докато RedHat се концентрират повече върху сървърните приложения, то Mandriva се фокусира повече към десктоп пазара и последствие дистрибуцията добива собствен облик, особено след версия Mandrake 7.0 Air, която излиза през януари 2000 г.
След като започва да губи позиции и да изостава от Fedora, Ubuntu и OpenSUSE като разпространеност, компанията решава да поправи две от основните слабости на дистрибуцията: намалява се времето между излизане на две дистрибуции от една година на шест месеца и се правят основни промени с цел по-лесното обновяване на системата с нови софтуерни пакети.
Последната стабилна версия е Mandriva Linux 2011.0 (Hydrogen), излязла на 28 август 2011 г. след което разработването на следващи версии на дистрибуцията се прекратява.

## Производни
PCLinuxOS, придобила голяма популярност в последните 1 – 2 години, е жива дистрибуция базирана на Мандрива, в която е включен несвободен софтуер.